# Pelegrín (Buil)
Pelegrín es una pardina aragonesa del municipio de Aínsa-Sobrarbe, en la provincia de Huesca, España. Actualmente se encuentra despoblada.
Consta como habitada en el nomenclátor de 1930 y celebraba sus fiestas el 8 de diciembre, junto al vecino Serrato.

## Geografía
Pelegrín consta de una única edificación que se encuentra en el valle del barranco de Bruello, entre Serrato y La Capana, en la bajante sur del valle. La casa, aunque hoy deshabitada, todavía se mantiene dado que sus propietarios siguen en la comarca.
En las inmediaciones de la pardina se observan bellas bordas y una prensa para vino. Por debajo de la casa, en la bajada al barranco de Bruello, se hallan los campos cultivables de la zona.
Pelegrín, con La Capana, Serrato, Bruello y las otras pardinas que se encuentra en el barranco, fue parte del municipio de Santa María de Buil, que desapareció en los años 1960 absorbido por el Aínsa. Desde 1981, el municipio se llama por ello Aínsa-Sobrarbe.